# Lucien Golvin
Lucien Golvin (Villebougis, 18 luglio 1908 – 6 febbraio 2002) è stato uno storico dell'arte francese, specializzato nello studio dell'arte del Maghreb.